# Domenico Savelli
Pour les articles homonymes, voir Savelli (homonymie).
Domenico Savelli (né le 15 septembre 1792 à Speloncato en Corse, et mort le 30 août 1864 à Rome) est un cardinal italien du XIXe siècle. 
Il est de la famille du pape Honorius IV (1285-1287) et des cardinaux Bertrando Savelli (1216), Giovanni Battista Savelli (1480), Giacomo Savelli (1539), Silvio Savelli (1596), Giulio Savelli (1615), Fabrizio Savelli (1647) et Paolo Savelli (1664).

## Biographie
Domenico Savelli exerce diverses fonctions au sein de la Curie romaine, notamment auprès de la chambre apostolique  et auprès de la police, comme ministre de la police  et comme ministre de l'Intérieur.
Le pape Pie IX le fait cardinal lors du consistoire du 7 mars 1853. Le cardinal Savelli est président du Consulta d'état des finances.